# Горній Цероваць
45°08′ пн. ш. 15°34′ сх. д. / 45.14° пн. ш. 15.57° сх. д.
Горній Цероваць (хорв. Gornji Cerovac) — населений пункт у Хорватії, у Карловацькій жупанії у складі міста Слунь.

## Населення
Населення за даними перепису 2011 року становило 94 осіб.
Динаміка чисельності населення поселення: